# Što je Iva snimila 21. listopada 2003
Što je Iva snimila 21. listopada 2003 (croat: Que va gravar Iva el 21 d'octubre de 2003) és una pel·lícula croata de 2005 dirigida per Tomislav Radić. La trama s'explica des de la perspectiva d'una càmera de vídeo, el regal d'aniversari de l'Iva, una adolescent interpretada per Masha Mati Prodan en el seu debut cinematogràfic, que condueix a un metratge d'estil fals documental. La pel·lícula va ser molt ben rebuda per la crítica, guanyant cinc premis, inclòs l'Arena d'Or a la millor pel·lícula al Festival de Cinema de Pula. Es va veure com un canvi benvingut, en comparació amb el treball anterior de Radić.

## Argument
L'Iva (Mati Prodan) viu en una família de classe mitjana a Zagreb, Croàcia. Rep una càmera de vídeo digital com a regal pel seu 14è aniversari, que utilitza per filmar els esdeveniments a l'apartament familiar durant la resta del dia. La pel·lícula es mostra des de la perspectiva de la seva càmera de vídeo. La seva mare, Željka (Šovagović-Despot), és una mestressa de casa perfeccionista que tracta els seus problemes bevent. Božo (Gregurević), el padrastre de l'Iva, és un emprenedor ximple a qui li agrada llançar ordres als membres de la família, però és un sicòfant a la feina. Organitza un sopar familiar per convidar el seu soci de negocis, un alemany anomenat Hoffman (Menrad), a negociar un gran negoci, sent l'aniversari de l'Iva una excusa útil per fer-ho.
Arriba Darko (Svrtan), l'oncle afortunat de l'Iva, i queda fascinat per la càmera de vídeo. Ningú a la casa es pot comunicar amb Hoffman, ja que ningú parla alemany, així que Darko convida una amiga, Nina (Prpić), que suposadament és una políglota. Ella encanta a Hoffman, però la família es sorprèn al descobrir que en realitat és una agència d'escorts. Željka comença a mostrar animositat oberta cap a ella, mentre que Božo ho accepta amb molta més estoica. Quan Željka vessa accidentalment el sopar familiar sobre la roba de la Nina, el grup decideix visitar un restaurant. Hoffman passa una bona estona al restaurant i mostra interès sexual per Željka; Božo ho ignora. No obstant això, quan descobreix que Hoffman li va donar el número de la seva habitació d'hotel, en Božo s'enfadarà després d'ell. És massa tard, ja que Hoffman ja ha marxat en taxi. Esgotada, la família torna a casa tard al vespre i l'Iva apaga la càmera de vídeo.

## Repartiment
- Anja Šovagović-Despot com a Željka
- Ivo Gregurević com a Božo
- Boris Svrtan com a Darko
- Masha Mati Prodan com a Iva
- Barbara Prpić com a Nina
- Karl Menrad com a Hoffman
- Adam Končić com a the Waiter

## Recepció
A diferència de la majoria de pel·lícules croates a partir dels anys noranta, Što je Iva snimila 21. listopada 2003 va ser elogiat per la crítica. Jakov Kosanović va escriure per a Slobodna Dalmacija que la pel·lícula era "directa, plena de vida i sovint divertida", i "un refresc, en comparació amb el treball actual de l'antiga generació de directors croats". També va elogiar la tècnica de la càmera de vídeo. Damir Radić de Nacional va comparar la pel·lícula amb el moviment Dogma 95, conegut pel seu ús de càmera de vídeo. Va anomenar Što je Iva snimila 21. listopada 2003 la millor pel·lícula croata des de la independència de Croàcia als anys noranta. L'únic problema de la pel·lícula, segons ell, no era prou èmfasi en el personatge d'Iva. Damir Radić va considerar Tomislav Radić un director improbable d'una obra mestra, a causa de la crítica crítica de les seves pel·lícules anteriors, Anđele moj dragi i Holding
52è Festival de Cinema de Pula
Arena d'Or a la millor pel·lícula
Arena d'Or al millor director (Tomislav Radić)
Arena d'Or al millor actor (Ivo Gregurević)
Arena d'Or a la millor actriu (Anja Šovagović-Despot)
Associació de Crítics de Cinema de Croàcia
Premi Oktavijan